# GYSEV 471 sorozat
A GYSEV 471 sorozat a Győr-Sopron-Ebenfurthi Vasút legújabb beszerzésű villamos mozdonytípusa. A mozdonyok a Siemens Vectron mozdonycsaládjának részét képezik, ezen belül a GYSEV két altípust üzemeltet, 6 darab AC (kétáramnemű, 25 kV 50 Hz valamint 16 kV 16,7 Hz váltóáram) altípusú 471 001–006 pályaszámon, valamint 3 darab MS (többáramnemű) altípusú 471 500–502 pályaszámon fut.

## Története
A GYSEV valamint a MÁV 2002-től kezdődően szerezte be az 1047 sorozatú villamos mozdonyokat, mint első nem hazai gyártású villamos vontatójárműveket, 5 db (GYSEV) illetve 10 db (MÁV) mennyiségben. Később a GYSEV a megnövekedett nemzetközi teherszállítási igények kielégítésére az ÖBB-től bérelt 5 darab 1116 sorozatú villamos mozdonyt, az 1116 061–065 pályaszámúakat. Később a GYSEV Cargo az ELL-től bérelt Siemens Vectron mozdonyokat, és jelenleg[mikor?] is hármat bérel. A vasúttársaság 2017 márciusában jelentette be, hogy 9 darab vontatójárművet rendel a Siemenstől. Az első mozdonyt 2017. május 23-án avatták fel a soproni vasútállomáson.

## Kétáramnemű (AC) változat
A kétáramnemű Siemens Vectron mozdonyok 16 kV 16,7 Hz és 25 kV 50 Hz váltóáramú felsővezetéki feszültség mellett üzemeltethetők, így a magyar és osztrák vasúti hálózat mellett alkalmasak a cseh, szlovák, német és román vasutak vonalain való közlekedésre (Csehországban és Szlovákiában csak a déli, váltakozó feszültséggel villamosított vonalakon).

## Többáramnemű (MS) változat
A többáramnemű Siemens Vectron mozdonyok a váltóáramú felsővezetéki feszültség mellett képesek üzemelni 1,5 kV és 3 kV egyenáramú hálózatról is, így a fentieken felül Lengyelország, Horvátország és Szlovénia vasútjain, valamint Csehország és Szlovákia északi, egyenfeszültséggel villamosított vonalain való vontatásra is alkalmasak.